# QRpedia
QRpedia és un sistema web per a mòbils que utilitza els codis QR per mostrar els articles de la Viquipèdia als usuaris en el seu idioma preferit. Els codis QR poden ser fàcilment generats per accedir directament a qualsevol Uniform Resource Identifier (URI), però el sistema QRpedia afegeix una funcionalitat addicional.

## Procés
Quan un usuari escaneja un codi QR en el seu dispositiu mòbil, el dispositiu descodifica el codi QR en un Uniform Resource Locator (URL) amb el nom de domini "qrwp.org", on el final de la ruta és el títol d'un article de Wikipedia, i envia una sol·licitud per a l'article especificat en l0URL al servidor de QRpedia. Durant aquest procés també es transmet la configuració d'idioma del dispositiu mòbil.
El servidor QRpedia, a continuació, utilitza l'API de la Viquipèdia per determinar si hi ha una versió de l'article de Wikipedia que s'especifica en el mateix llenguatge utilitzat pel dispositiu i, si és així, el torna en un format mòbil de fàcil lectura. Si no existeix una traducció de l'article demanat disponible, el servidor QRpedia realitza una cerca pel títol de l'article a la Viquipèdia en l'idioma corresponent, i torna els resultats.
D'aquesta manera, una QRCode pot oferir el mateix article en diversos idiomes, encara que el museu no disposi de les seves pròpies traduccions. QRpedia també enregistra les estadístiques d'ús.
QRpedia va ser concebuda per Roger Bamkin, president de Wikimedia Regne Unit, i Eden Terence, un consultor d'Internet mòbil, i va ser presentada el 9 d'abril de 2011 al Derby Museum Backstage pass, un acte organtizat pel Derby Museum and Art Gallery com a part de la col·laboració GLAM/Derby entre El museu i la comunitat viquipedista, durant el qual es van crear més de 1.200 articles de Viquipèdia, en diversos idiomes, inclòs el català. El nom del projecte és un joc de paraules entre les inicials QR de Quick Response, "resposta ràpida" en anglès, i Viquipèdia. El codi font del projecte és lliure i reutilitzable sota la llicència MIT.

## Implementacions

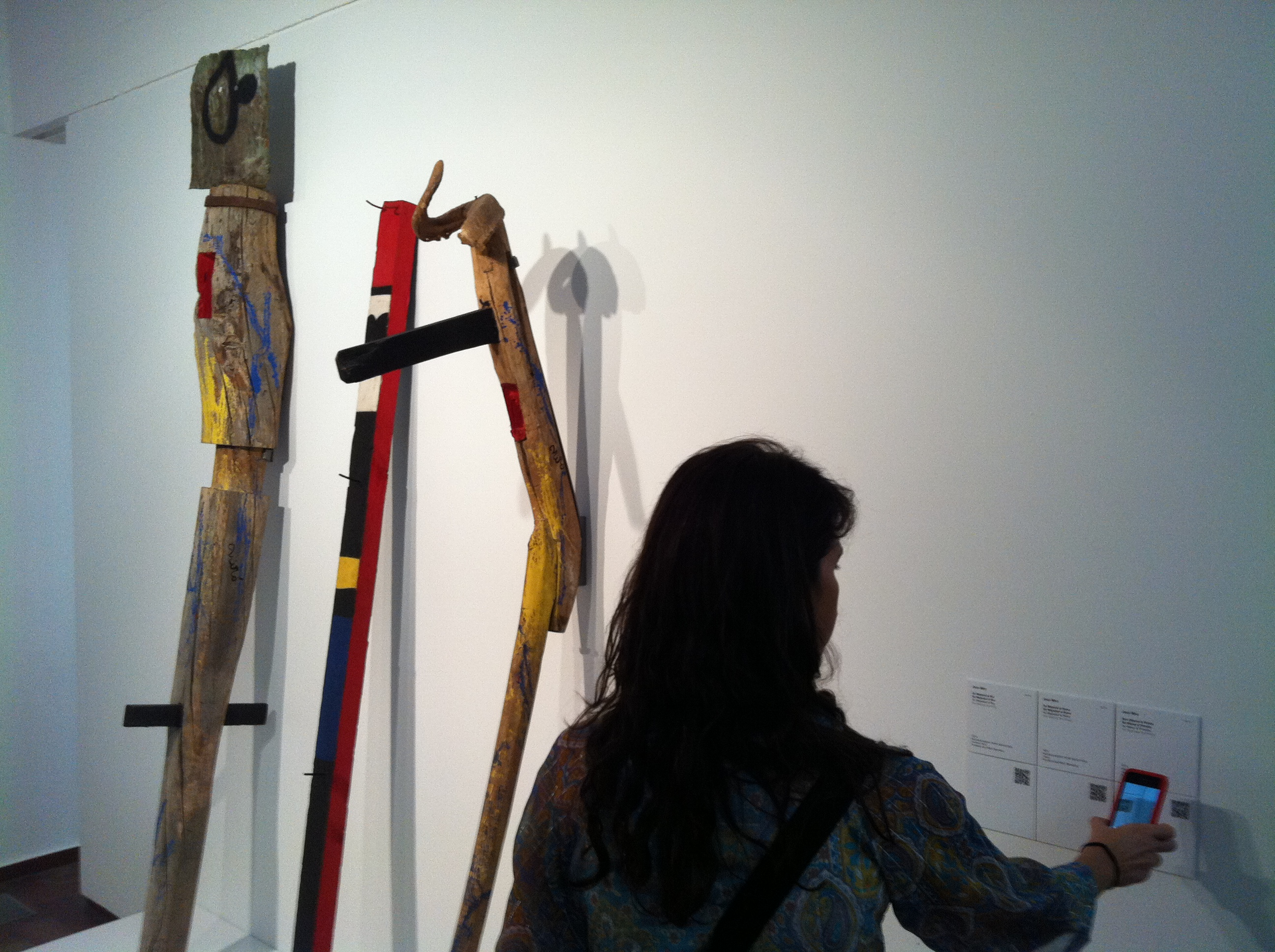
QRpedia a l'exposició Joan Miró. L'escala de l'evasió a la Fundació Joan Miró.

Tot i que va ser creat al Regne Unit, QRpedia es pot utilitzar en qualsevol lloc del món on el telèfon de l'usuari tingui senyal de dades. Actualment (2011) està present a:
- The Children's Museum of Indianapolis[2][4] - Estats Units
- Derby Museum and Art Gallery[3] - Anglaterra
- Fundació Joan Miró,[3][5] incloent una exposició temporal anteriorment exposada a la Tate[3] - Catalunya
- Arxius Nacionals del Regne Unit[6][7]

## Premis i reconeixements
L'aplicació va ser escollida entre una de les 4 iniciatives mòbils més innovadores del 2011 al Regne Unit. El premi, entre d'altres, fou que el projecte va ser presentat al Mobile World Congress que tingué lloc durant el mes de febrer de 2012 a Barcelona.